# Demon Music Group
Demon Records és un segell discogràfic britànic fundat l'any 1980 a partir de l'executiu United Artists A&R Andrew Lauder, i Jake Rivera que prèviament havia iniciat Stiff Records. La parella va fundar també Radar Records l'any 1978 i F-Beat el 1979.

## Segells
- Crimson
- Decadance (música dance)
- Demon Vision (lliurament de DVDs)
- DMG TV (projectes d'àlbums d'artistes)
- Drop Out (rock psychedelic)
- Edsel
- Emporio (música clàssica)
- Harmless (col·leccions de música funk i urbana)
- Music Club
- Music Club Deluxe (paquets Deluxe de 2 CDs)
- Nascente (col·leccions de música del món)
- StarTrax (karaoke)
- Unisex
- 100 Hits
- The Original Selection
- Little Demon
- THE Red Box
- Ground Floor
- Demon Digital

## Artistes

### Demon Edsel
- Al Green[2]
- John Foxx
- Gillan
- Leo Sayer
- T.Rex
- Ian Dury
- The Farm
- Teddy Pendergrass
- Ann Peebles
- Lou Rawls
- The O'Jays
- Don McLean
- Average White Band
- Janis Ian

### DMG TV
- Daniel O'Donnell
- Marti Pellow
- Jane McDonald
- Foster & Allen